# Panamá en los Juegos Olímpicos de Río de Janeiro 2016
Panamá estuvo representado en los Juegos Olímpicos de Río de Janeiro 2016 por diez deportistas, cuatro hombres y seis mujeres, que compitieron en siete deportes.
El portador de la bandera en la ceremonia de apertura fue el atleta Alonso Edward. El equipo olímpico panameño no obtuvo ninguna medalla en estos Juegos.